# Matthew Hamilton
Matthew Hamilton, Matt Hamilton (ur. 19 lutego 1989 w Madison) – amerykański curler, mistrz olimpijski z 2018.
Jest drugim w drużynie Johna Shustera.

## Życie prywatne
Matthew Hamilton rozpoczął uprawiać curling w 2004. Dyscyplinę tę na poziomie międzynarodowym uprawia również jego siostra Becca. Matt pracuje jako technik badań i rozwoju w Madison. Żonaty jest z Jen Ann.

## Wyniki
- igrzyska olimpijskie
  - Pjongczang 2018
    - turniej mężczyzn – 1. miejsce
    - turniej par mieszanych – 6. miejsce
- mistrzostwa świata mężczyzn
  - 2015 – 5. miejsce
  - 2016 – 3. miejsce
  - 2017 – 4. miejsce
  - 2019 – 5. miejsce
  - 2021 – 5. miejsce
  - 2023 – 8. miejsce
- mistrzostwa świata par mieszanych
  - 2017 – 10. miejsce
- mistrzostwa świata juniorów
  - 2008 – 1. miejsce
  - 2009 – 3. miejsce